# Cercomantispa mozambica
Cercomantispa mozambica är en insektsart som först beskrevs av John Obadiah Westwood 1852.  Cercomantispa mozambica ingår i släktet Cercomantispa och familjen fångsländor. Inga underarter finns listade i Catalogue of Life.